# Pieter Aertsen
Pieter Aertsen – Pictor neerlandez (Amsterdam 1508-1575 Amsterdam). A trăit o vreme în Flandra (la Antwerpen) ceea ce i-a dat posibilitatea să îmbine în creația sa ceva din spiritul practic, pozitiv, al olandezului cu senzualitatea și idealismul flamandului. Consecința a fost că și în creația sa, alături de tablourile de gen cu subiecte profane (Lăptăreasa, Vânzători de păsări, Chermeză, Zarzavagii, Femeia adulteră), întâlnim multe retabluri pentru bisericile din Brabant, având ca temă Nașterea lui Isus, Răstignirea, Adorația magilor etc. Pictura lui este suculentă, plină de savoare, cu un colorit în care locul de onoare este deținut de roșu. Umorul și o tentă populară sunt trăsături foarte distincte care-l particularizează printre confrații de generație. Alte lucrări importante: Ecce Homo, Bucătăria, Tejgheaua de măcelar, Masă Țărănească, Iisus în casa Martei.